# پیژیانوفسکی
پیژیانوفسکی (به لاتین: Pyzhyanovsky) یک منطقهٔ مسکونی در روسیه است که در باشقیرستان واقع شده‌است.